# Österreichische Poolbillard-Meisterschaft 2011
Die Österreichische Poolbillard-Meisterschaft 2011 war die 31. Austragung der nationalen Meisterschaft in der Billardvariante Poolbillard. Sie fand vom 13. bis 16. Juli 2011 im Alpina Hotel in St. Johann im Pongau statt. Die Wettbewerbe der Senioren wurden bereits im Mai 2011 ausgetragen, ebenfalls in St. Johann. Ausgespielt wurden die Disziplinen 8-Ball, 9-Ball, 10-Ball und 14/1 endlos. Bei den Senioren fand der 10-Ball-Wettbewerb zum ersten Mal statt.

## Medaillengewinner
| Disziplin              | Gold                                         | Silber                                       | Bronze                                      | Bronze                                   |
| ---------------------- | -------------------------------------------- | -------------------------------------------- | ------------------------------------------- | ---------------------------------------- |
| Herren – 8-Ball        | Mario He (BSV Break Feldkirch)               | Jürgen Jenisy (PBC 1st Edition Villach)      | Armin Stainko (PBC ASKÖ Linz)               | Werner Scheu (Friends Wien)              |
| Herren – 10-Ball       | Mario He (BSV Break Feldkirch)               | Jürgen Jenisy (PBC 1st Edition Villach)      | Albin Ouschan (Billiard Sport Academy JO)   | Andreas Orasch (PBC 1st Edition Villach) |
| Herren – 14/1 endlos   | Albin Ouschan (Billiard Sport Academy JO)    | Mario He (BSV Break Feldkirch)               | Maximilian Lechner (Pool X-Press Innsbruck) | Erich Gruber (Top Shot Wien)             |
| Herren – 9-Ball        | Maximilian Lechner (Pool X-Press Innsbruck)  | Mario He (BSV Break Feldkirch)               | Thomas Radakovits (BC Wiener Neustadt)      | Alexander Wanner (BC Wiener Neustadt)    |
| Damen – 8-Ball         | Sandra Baumgartner (1. PBC Meran Klagenfurt) | Sabrina Hammerlindl (PBC ASKÖ Kapfenberg)    | Doris Baumann (ABC Lucky Pool Tennengau)    | Susanne Wedl (vereinslos)                |
| Damen – 10-Ball        | Sandra Baumgartner (1. PBC Meran Klagenfurt) | Sabrina Hammerlindl (PBC ASKÖ Kapfenberg)    | Petra Stadlbauer (SU Raika Zwettl)          | Christina Drexel (Top Shot Wien)         |
| Damen – 14/1 endlos    | Petra Stadlbauer (SU Raika Zwettl)           | Eva Hauer (Top Shot Wien)                    | Silvia Imre (PBC 1st Edition Villach)       | Christina Drexel (Top Shot Wien)         |
| Damen – 9-Ball         | Petra Stadlbauer (SU Raika Zwettl)           | Sandra Baumgartner (1. PBC Meran Klagenfurt) | Barbara Bitriol (BC Wiener Neustadt)        | Bettina Thöny (CAP Hörbranz)             |
| Senioren – 8-Ball      | Michael Matzke (PBC 1st Edition Villach)     | Werner Punkl (BC Wiener Neustadt)            | Walter Staudinger (BC Wiener Neustadt)      | Georg Tatzl (PBC ASKÖ Kapfenberg)        |
| Senioren – 10-Ball     | Johann Wallner (UBSC Pfisterer Pongau)       | Werner Punkl (BC Wiener Neustadt)            | Hans-Peter Breitenhuber (PBC Pooldogs Wien) | Günter Würtl (BC Saustall Fieberbrunn)   |
| Senioren – 14/1 endlos | Erich Matheis (1. UBV St.Johann/Pongau)      | Hermann Zeilermayr (PBC ASKÖ Steyr)          | Arno Malle (1. PBC Meran Klagenfurt)        | Georg Tatzl (PBC ASKÖ Kapfenberg)        |
| Senioren – 9-Ball      | Michael Matzke (PBC 1st Edition Villach)     | Christian Ederl (BC Wiener Neustadt)         | Johann Wallner (UBSC Pfisterer Pongau)      | Georg Tatzl (PBC ASKÖ Kapfenberg)        |